# Châu Phưởng
Châu Phưởng (tiếng Trung: 周昉; Wade–Giles: Chou Fang, 730—800), một số tài liệu phiên thành Châu Phong hoặc Chu Phong, Chu Phưởng, là một trong hai họa sĩ có ảnh hưởng trong triều đại nhà Đường - Trường An, mà hiện nay gọi là Tây An, trong thế kỷ thứ 8. Ông xuất thân từ một gia đình cao quý và điều này được phản ánh trong tác phẩm của ông - các đối tượng miêu tả trong tác phẩm hầu như rất giàu có và đa phần nhàn hạ.
Bức họa nổi tiếng nhất của ông còn lưu giữ đến ngày nay là bức Trâm hoa sĩ nữ đồ.

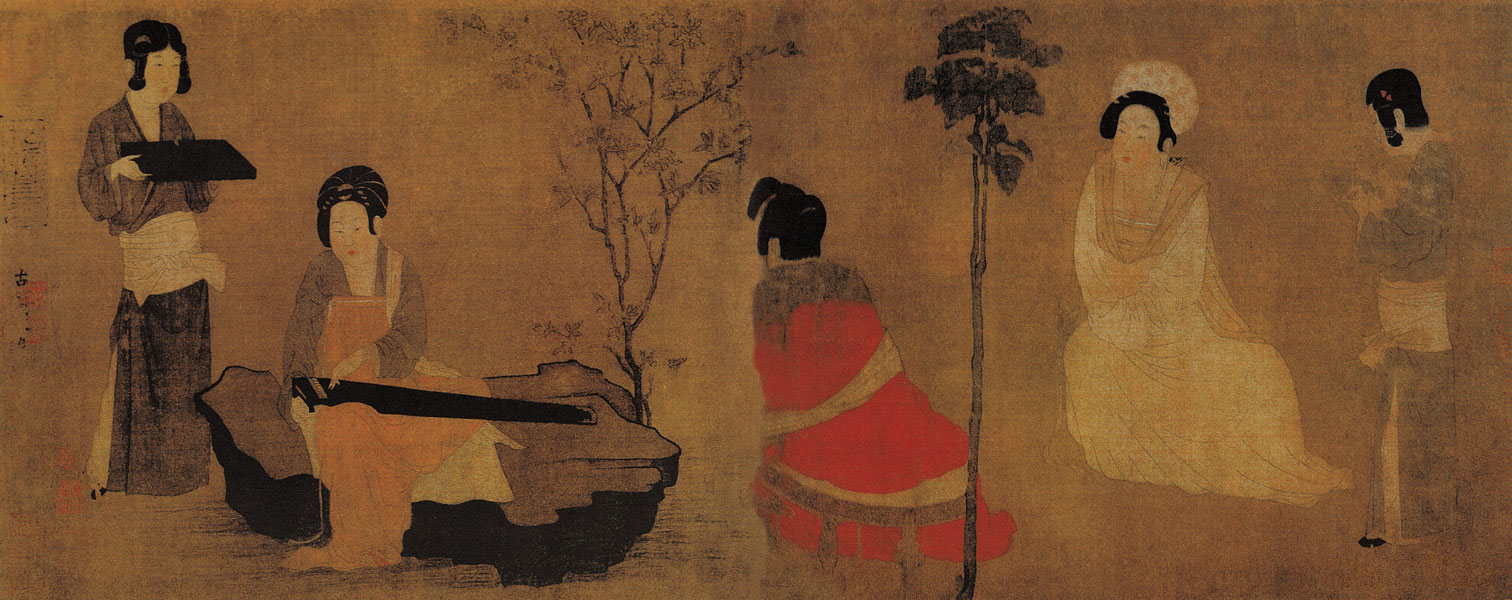
Điệu cầm xuyết minh đồ (調琴啜茗圖)
Nội nhân Song Lục đồ (內人雙陸圖)
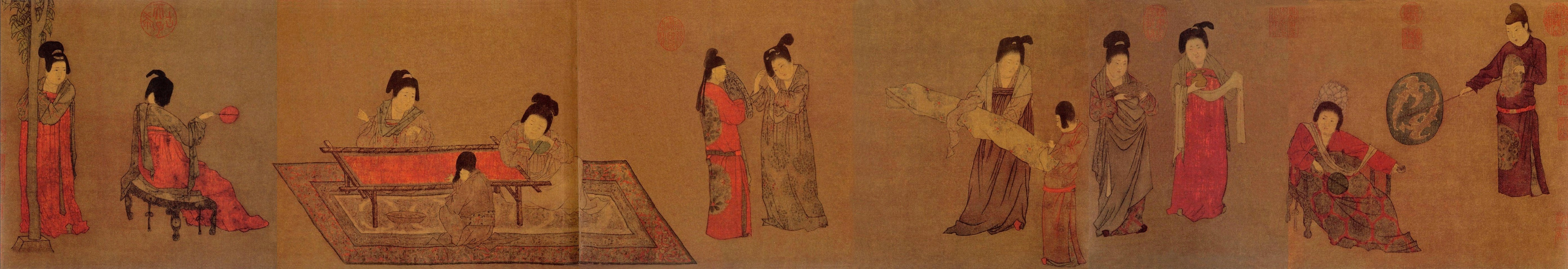
Huy phiến sĩ nữ đồ (揮扇仕女圖)
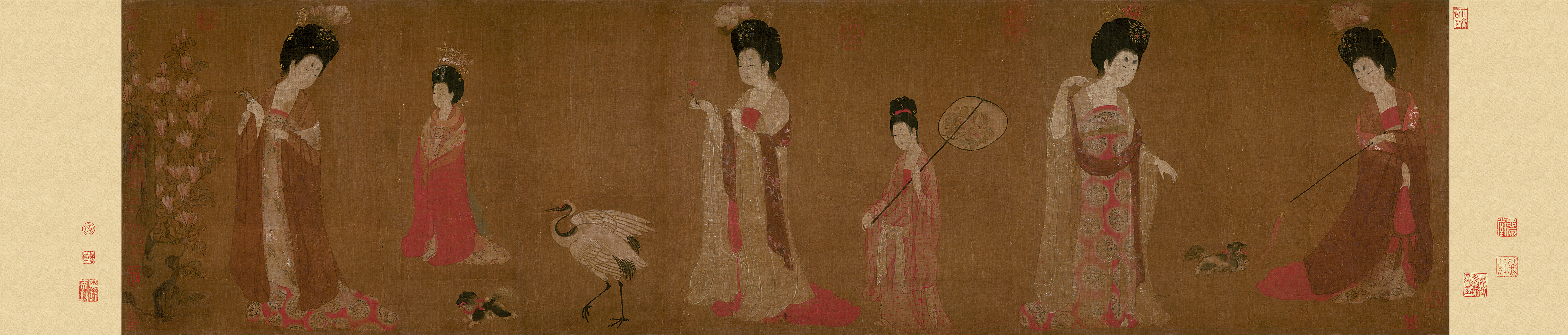
Trâm hoa sĩ nữ đồ (簪花仕女圖)